# サミー・ジアマルバ・ジュニア
サミー・ジアマルバ・ジュニア（Sammy Giammalva Jr.、1963年3月24日 - ）は、アメリカ・テキサス州ヒューストン出身の元男子プロテニス選手。ライス大学卒業。自己最高ランキングはシングルス28位、ダブルス22位。ATPツアーでシングルス2勝、ダブルス4勝を挙げた。

## 来歴
同名の父親サミー・ジアマルバもテニスの名選手であった（彼は略称のサム・ジアマルバ名義で活動した）。兄のトニー・ジアマルバもプロテニス選手である。
父親のサム・ジアマルバは、1950年代にデビスカップなどで活躍したアマチュアの名選手で、1958年の全米選手権男子ダブルス準優勝の実績を持つ人である。息子のジアマルバ・ジュニアは、1980年に17歳でプロデビューし、この年の全米オープンで3回戦に進出した。彼の4大大会最高成績は、1982年全豪オープンのベスト8進出である。当時の全豪オープンは、オーストラリア・メルボルン市内にある「クーヨン・テニスクラブ」で年末の12月に開催されていた。この年から男子シングルスは「96名」の選手による7回戦制に拡大され、32名の選手に「1回戦不戦勝」（抽選表では“Bye”と表示）があった。ジアマルバ・ジュニアは「1回戦不戦勝」の選手として、2回戦から3試合を勝ち上がったが、準々決勝で第2シードのスティーブ・デントン（アメリカ）に 6-4, 3-6, 3-6, 6-2, 3-6 のフルセットで敗退した。
全豪オープン8強進出の翌年、ジアマルバ・ジュニアは1983年のウィンブルドン男子ダブルスにて、ヘンリク・スンドストローム（スウェーデン）と組んでベスト8に進出した。この後、「ジャパン・オープン」男子ダブルスで優勝する。パートナーは同じアメリカのスティーブ・メイスターと組み、決勝で「ガリクソン兄弟」（トム・ガリクソンとティム・ガリクソンは双子の兄弟）を 6-4, 6-7, 7-6 で破った。1984年には「セイコー・スーパー・テニス」のダブルスで、兄のトニー・ジアマルバとの兄弟ペアで優勝を飾った。ダブルス4勝のうち、2つを日本の大会で獲得したことから、ジアマルバ・ジュニアは日本で高い知名度を持っていた。
1982年全豪オープン以後の4大大会では、1985年ウィンブルドンの4回戦でジミー・コナーズに 3-6, 4-6, 3-6 のストレートで敗れた。彼はテニス経歴を通じて、ウィンブルドン選手権とは相性が良かった。1988年2月のフィラデルフィア大会では、ジアマルバ・ジュニアがピート・サンプラスのプロデビュー戦の対戦相手になった。
1989年に現役を引退した後は、故郷のヒューストン北郊でテニスクラブを経営する傍ら、ジュニア選手の育成活動を行っている。